# Critérium National de la Route 1964
Il Critérium National de la Route 1964, trentatreesima edizione della corsa, si svolse dal 29 al 30 marzo su un percorso di 299 km ripartiti in 3 tappe, tutte con partenza e arrivo a Revel (Alta Garonna). Fu vinto dal francese Raymond Poulidor della Mercier-BP-Hutchinson davanti ai suoi connazionali Édouard Delberghe e Joseph Novales.

## Tappe
| Tappa  | Data     | Percorso                          | km  | Vincitore di tappa | Leader cl. generale |
| ------ | -------- | --------------------------------- | --- | ------------------ | ------------------- |
| 1ª     | 29 marzo | Revel > Revel                     | 199 | Jacques Anquetil   |                     |
| 2ª     | 30 marzo | Revel > Revel                     | 77  | Joseph Novales     |                     |
| 3ª     | 30 marzo | Revel > Revel (cron. individuale) | 22  | Raymond Poulidor   | Raymond Poulidor    |
| Totale | Totale   | Totale                            | 299 |                    |                     |

## Dettagli delle tappe

### 1ª tappa
- 29 marzo: Revel > Revel – 199 km

| Pos. | Corridore        | Squadra       | Tempo    |
| ---- | ---------------- | ------------- | -------- |
| 1    | Jacques Anquetil | Saint-Raphaël | 5h37'28" |
| 2    | Raymond Poulidor | Mercier       | s.t.     |
| 3    | Manuel Manzano   | Mercier       | s.t.     |

| Pos. | Corridore | Squadra | Tempo |
| ---- | --------- | ------- | ----- |

### 2ª tappa
- 30 marzo: Revel > Revel – 77 km

| Pos. | Corridore        | Squadra  | Tempo    |
| ---- | ---------------- | -------- | -------- |
| 1    | Joseph Novales   | Margnat  | 2h28'01" |
| 2    | François Mahé    | Pelforth | s.t.     |
| 3    | Raymond Poulidor | Mercier  | a 8"     |

| Pos. | Corridore | Squadra | Tempo |
| ---- | --------- | ------- | ----- |

### 3ª tappa
- 30 marzo: Revel > Revel (cron. individuale) – 22 km

| Pos. | Corridore        | Squadra | Tempo   |
| ---- | ---------------- | ------- | ------- |
| 1    | Raymond Poulidor | Mercier | 32'46"  |
| 2    | Joseph Novales   | Margnat | a 1'03" |
| 3    | Joseph Velly     | Margnat | a 1'19" |

| Pos. | Corridore         | Squadra  | Tempo    |
| ---- | ----------------- | -------- | -------- |
| 1    | Raymond Poulidor  | Mercier  | 8h36'43" |
| 2    | Édouard Delberghe | Pelforth | a 2'12"  |
| 3    | Joseph Novales    | Margnat  | a 2'15"  |

## Classifiche finali

### Classifica generale
| Pos. | Corridore         | Squadra                  | Tempo    |
| ---- | ----------------- | ------------------------ | -------- |
| 1    | Raymond Poulidor  | Mercier-BP-Hutchinson    | 8h36'43" |
| 2    | Édouard Delberghe | Pelforth-Sauvage-Lejeune | a 2'12"  |
| 3    | Joseph Novales    | Margnat-Paloma-Dunlop    | a 2'15"  |
| 4    | Joseph Velly      | Margnat-Paloma-Dunlop    | a 3'25"  |
| 5    | Gilbert Bellone   | Margnat-Paloma-Dunlop    | a 3'38"  |
| 6    | Manuel Manzano    | Mercier-BP-Hutchinson    | a 3'46"  |
| 7    | Joseph Groussard  | Pelforth-Sauvage-Lejeune | a 4'06"  |
| 8    | Francois Hamon    | Peugeot-BP-Englebert     | a 4'36"  |
| 9    | Jean Milesi       | Margnat-Paloma-Dunlop    | a 5'15"  |
| 10   | André Darrigade   | Margnat-Paloma-Dunlop    | a 5'27"  |